# Dobrovits Aladár
Dobrovits Aladár (Budapest, 1909. október 15. – Budapest, 1970. április 3.) magyar művészettörténész, egyiptológus, muzeológus, egyetemi tanár, a művészettörténeti tudományok doktora (1957), az ókori Kelet kutatásának kiemelkedő képviselője.

## Élete
A budapesti tudományegyetemen végezte tanulmányait, az ókori keleti népek történetéből doktorált 1934-ben. 1934. március 1-jétől a Szépművészeti Múzeumban volt fizetés nélküli gyakornok, az Antik Osztályon működött, majd a Modern Képtárhoz került. Kétszer járt Franciaországban mint ösztöndíjas: 1936-ban és 1939-ben, a Louvre egyiptomi osztályán gyakornokoskodott. 1939-ben a Szépművészeti Múzeum első egyiptomi kiállításának megrendezésében is közreműködött. A második világháború során az ellenállási mozgalom résztvevője volt 1944 októberéig, később katonaként szolgált. 1945. áprilisban amerikai, majd francia hadifogságba került, ahonnan 1946-ban tért vissza.
1949-ben vezetője lett a Szépművészeti Múzeum Antik Osztályának, majd bekerült az MNM Elnöki Tanácsába, később annak főtitkára lett. 1947-ben magántanárrá képesítették a budapesti tudományegyetemen. Ugyanebben az évben rendezett kiállítást magángyűjtemények antik anyagából, 1949-ben pedig az állandó egyiptomi kiállítást rendezte meg a Szépművészeti Múzeumban. 1949-től főigazgatója az Iparművészeti Múzeumnak, 1951-től 1952-ig megbízott tanár a debreceni tudományegyetemen. 1957–58-ban múzeumi főosztályvezető volt a Művelődésügyi Minisztériumban. 1958-tól kezdve oktatott az ókori keleti tanszék tanáraként az ELTE bölcsészettudományi karán. 1949-től 1956-ig töltötte be a Magyar Régészeti és Művészettörténeti Társulat ügyvezető alelnöki tisztjét, 1958-ban egyik alapítója volt az Ókortudományi Társaságnak.
1956 október–novemberében tanulmányúton járt Egyiptomban, ám nem tudott eljutni Khartumig, a szudáni határnál visszafordulni kényszerült. A szuezi válság félbeszakította kutatásait. 1959-ben újabb, ezúttal hosszabb látogatást tett Egyiptomban, a magyar hatóságokat és az MTA-t is sürgette annak érdekében, hogy a núbiai leletmentő kampányban hazánk is részt vehessen. Az ásatás később megvalósult, ám ebben már nem vett részt személyesen. 1961-től az MTA Klasszika-filológiai és Orientalisztikai Bizottságainak résztvevője, majd megalapította és 1954-től 1958-ig szerkesztette az Antik Tanulmányokat. Egyúttal ő volt az Iparművészeti Múzeum Évkönyvének alapítója és szerkesztője 1954-től 1972-ig. Számos kitűnő egyiptológus került ki tanítványai közül. 1965-ben tiszteletbeli tagjává választotta a prágai Károly Egyetem Egyiptomi Intézete.
Tudományos munkássága magában foglalta az ókori Kelet művészetének, irodalmának, vallásának és filozófiájának területeit. Számos tanulmánya és cikke jelent meg ezen témával kapcsolatosan. Egyiptomi és mezopotámiai irodalmi alkotásokat fordított le művészien. 1950-ben megkapta a Magyar Népköztársaság Érdemrendje V. fokozatát.

## Családja
Első felesége Dömötör Tekla etnográfus volt, lányuk Dobrovits Dorottya művészettörténész (1941–1988). Második felesége Pleidell Orsolya régész, fiuk Dobrovits Mihály turkológus (1963–), lányuk Dobrovits Agáta Orsolya (1965–).

## Főbb művei
- A római császárkori Osiris-vallás megértéséhez (Bp., 1934)
- Egyiptom és a hellénizmus (Bp., 1943)
- Egyiptom festészete (Bp., 1944)
- A fáraók művészete (Bp., 1947)
- A paraszt panaszai. Óegyiptomi novellák (ford., utószó és jegyz. Kákosy Lászlóval, Bp., 1963)
- Bábel tornya (Kákosy Lászlóval–Komoróczy Gézával, Bp. 1964)
- Egyiptom és az ókori Kelet világa. Összegyűjtött tanulmányok, I-II.; ELTE, Bp., 1975
- Dobrovits Aladár válogatott tanulmányai, 1-2.; vál. Kákosy László, Szilágyi János György, szerk. Kákosy László; Akadémiai, Bp., 1979

1. Egyiptom és az antik világ (válogatta Kákosy László, Szilágyi János György, szerk. Kákosy László, Bp., 1979)
2. Irodalom és vallás az ókori Egyiptomban (válogatta Kákosy László, Szilágyi János György, bibliográfiával, Bp., 1979)